# 今真流
今真流（こんしんりゅう）は、関六郎藤原武綱が開いた武術の流派である。今眞流柔捕術と称す。

## 歴史
摂津国浪人で赤穂に移り住んだ関六郎藤原武綱が開いた。
江戸時代、森氏藩政期の赤穂藩で伝承された。天保年間に今真流の皆伝を得た赤穂藩士・山本一之輔清信は、今真流に関口流の技を採り入れた。
今真流第10代の上島三之助清忠は、今真流と同じく赤穂藩で伝承されていた高木流に併伝されていた九鬼神流棒術も修行した。さらに本部朝基に空手を学び、空手に九鬼神流棒術を加えて空真流空手道を創始した。
上島三之助の弟子の松下匡は、上島から学んだ柔術・棒術を基に能除修験流古武道を開いた。（松下は空手でも松下派空真流を開いている）
現在、今真流は、空眞流に含まれているものと、そこから分かれた能除修験流に含まれているもののみが知られている。
2007年4月現在、空真流空手道の第2代宗家・松崎寳龍が今真流柔捕術第11代宗家も名乗っている。

## 内容
形は立合、居捕、無刀捌などからなる。他に当身や急所、口伝などがある。
居捕
拳法、片手取、片手外、曲血柔、両手外捕、両手凌、蘇者、並、討者、連理、霞、貫〆、小具足
立合
初段
腕流、掴、小手返、破手、澤、襟〆、襟巻、両面、連理、腰車、片胸捕、両胸捕、追掛、久勝、袖裏
中段
胸当、破志踏、拳固、並、久勝、負掛、霞、腕巻、阪、手車、両面、袖引
下段
餌拾、餌返、腰車、腕砕、無刀、弓張、洞返、陣車、鴨入首、洗髪捕、鉢投、脇入、天狗投、心入、二人投、二人捌
無刀捌
小太刀小手返、無刀鞘割、俊山〆揚、白刃捕、受流肩砕、受流肘当、両手掛一文字、両手掛投、袖下風折、心当身

## 系譜
- 関六郎藤原武綱
- 山本一之輔清信
  - 山本豊助
  - 高坂甚三郎清教
    - 上田甚三郎
    - 赤田政治義教
      - 松原嘉平清賢
        - 金谷仙吉清徳
          - 金谷武蔵
          - 上島三之助清忠（空眞流）
            - 松崎寳龍
            - 松下匡（能除修験流）